# Carles Navales
Carles Navales Turmos (Cornellá de Llobregat, 1952 - Gerona, 16 de junio de 2011) fue un líder sindical y político en Cataluña, España, especialmente activo en la oposición al franquismo de la década de 1970 y en los primeros años de la transición democrática.

## Trayectoria
Trabajador industrial del vidrio, desarrolló una intensa actividad sindical en el seno de Comisiones Obreras. Miembro de Bandera Roja en su juventud, se unió después al Partido Socialista Unificado de Cataluña (PSUC). Destacó su actividad sindical en la comarca catalana del Bajo Llobregat, donde impulsó una huelga en su empresa de vidrio en 1974 durante la negociación del convenio colectivo, que arrastró a una movilización obrera sin precedentes en la dictadura franquista en el área industrial catalana, extendiéndose la huelga a más de 400 empresas durante casi una semana. Finalmente los trabajadores consiguieron la firma del convenio pero Navales fue despedido, detenido, torturado y condenado por el Tribunal de Orden Público. Sus compañeros le apodaron "El noi del vidre", en recuerdo y como homenaje a Salvador Seguí, asesinado en 1923, al que apodaron en su momento como El niño del azúcar ("El noi del sucre").
Aministiado en 1977, ya en la transición democrática, fue un firme defensor del eurocomunismo en el seno del PSUC y de la unidad de acción sindical. De aquella época databa su amistad personal con el dirigente comunista, Santiago Carrillo, y que mantuvo hasta su muerte. En el ámbito político fue concejal de Cultura de Cornellá y terminó afiliándose al Partido de los Socialistas de Cataluña (PSC). Se licenció en sociología y mantuvo una intensa labor de formación sindical. Fundó y dirigió hasta su fallecimiento la revista de pensamiento social, La Factoría.